# Wappen Nepals
Das Wappen von Nepal wurde am 30. Dezember 2006 als Geste der nationalen Aussöhnung nach Ende des Bürgerkriegs eingeführt.

## Beschreibung
Das Wappen zeigt über der stilisierten grünen Hügellandschaft, die vom Mount Everest überragt wird, die Umrisse des Landes.
Darunter reichen sich als Symbol der Gleichheit der Geschlechter eine Frau und ein Mann die Hände.
Darunter stellen zwei rote Ähren auf goldenem Grund die fruchtbare Terai-Region dar.
Umgeben wird das Wappen von einem Kranz aus Rhododendron, der Nationalblume Nepals, an deren Spitze sich die Flagge Nepals befindet.
Unterhalb des Wappens ist ein Schriftband angeordnet, auf dem in Devanagari-Schrift der Sanskrit-Nationalspruch steht:
जननी जन्मभूमिश्च स्वर्गादपी गरीयसी
(Jananī janmabhūmiśca svargādapi garīyasī.)
(Die Mutter und das Mutterland sind größer als der Himmel.)

## Geschichte
Als Nepal am 16. Dezember 1962 eine neue Verfassung erhielt, änderte man auch das in den 1920er Jahren eingeführte erste Staatswappen, das in einem Dreieckschild den Gott Shiva aus einem See wachsend vor dem Himalaya darstellte.
Das zweite Wappen, das bis zum 30. Dezember 2006 in Gebrauch war, zeigt eine Landschaft am Fuße des Himalaya mit einer Kuh (dem Nationaltier), einem Glanzfasan (dem Nationalvogel) und Rhododendronblüten (den Nationalblumen), die von zwei Gurkhasoldaten flankiert wird.
In diesem Wappen breitet sich ein Flusstal vor den Bergen aus. Vor den Bergen stand der Tempel des Pashupatinath, des Vernichters allen Übels. Am Fluss stand das Nationaltier, eine weiße Kuh, und der Nationalvogel, ein Lophophorus-Fasan. Sie wurden durch die Nationalblume, den Rhododendron Arboreum, eingerahmt.
Über der Landschaft waren die königlichen Embleme angeordnet, jeweils zwei gekreuzte Khukuri-Dolche und Nationalflaggen sowie die Fußspuren Vishnus und die nepalesische Königskrone.
Auf dem Spruchband am unteren Rand war das Nationalmotto zu lesen:
„Das Heimatland ist mehr wert als das Himmelreich.“

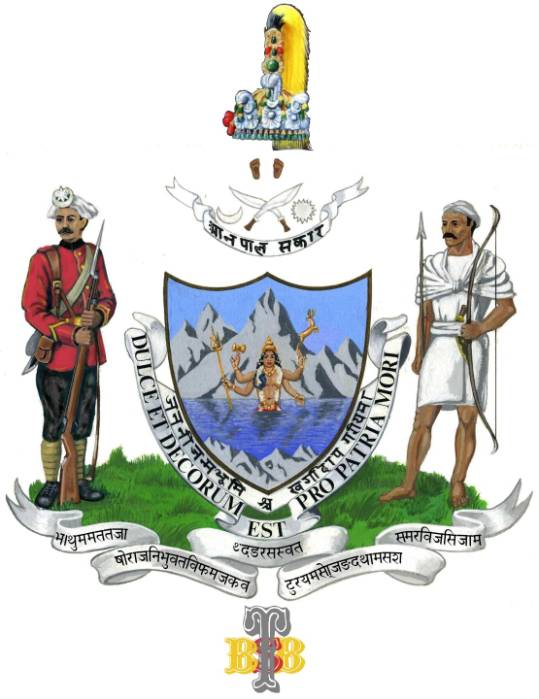
Wappen des Königreiches Nepal (1935)
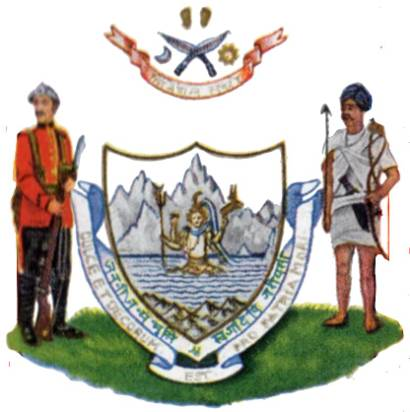
Wappen des Königreiches Nepal (1935–1946)
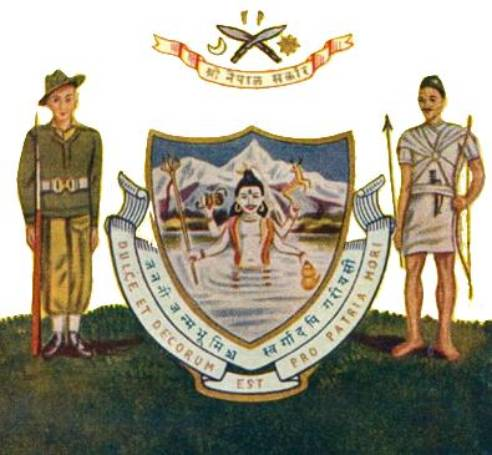
Wappen des Königreiches Nepal (1946–1962)
Wappen des Königreiches Nepal (1962–2006)